# Villa Badoer Fattoretto
Villa Badoer, De Chantal, Fattoretto è una villa veneta situata a Sambruson di Dolo, lungo la Riviera del Brenta.

## Descrizione
La villa fu rimaneggiata nel XVIII secolo dandole l'attuale aspetto. Al corpo centrale è affiancata una barchesse per parte con la casa del custode.
È circondata da un vasto parco. L'invaso del laghetto fu scavato dal barone De Chantal poiché, secondo il suo custode, nella villa era custodito un tesoro nascosto secoli prima da dei monaci.
In alcune sale della villa i proprietari hanno allestito il "Museo del Villano", raccolta di numerosissimi utensili e manufatti che raccontano la vecchia cultura contadina locale.
La villa, gravemente decaduta, è stata restaurata ed abbellita nel 1964 dall'architetto Piero Pra.

## Storia
I documenti testimoniano che la famiglia patrizia dei Badoer aveva proprietà nella zona sin dall'inizio del XVI secolo; si suppone che a questo periodo risale il nucleo originale della costruzione. 
Nel 1846 i Badoer vendettero la villa a Giacinto Foratti. Da questo momento la villa passò a numerosi proprietari: fu di Giovanni Maurogordato (1852), di Carlo Bragato (1879), di Vincenzo Ferrari Bravo (1884), di Teodolinda Breda (1900) e di Carlo De Chantal (1903). 
Durante la seconda guerra mondiale la villa fu requisita e trasformata in ospedale militare tedesco, quindi divenne un magazzino dell'esercito inglese, subendo un notevole deterioramento.
Nel 1945 fu infine acquistata da Ulderico Fattoretto che vi ha installato un'azienda vinicola, tuttora continuata dal figlio Luigino.